# Twenty Two
"Twenty Two" är en låt av det svenska punkrockbandet Millencolin. Den finns med på deras tredje studioalbum For Monkeys, men utgavs också som singel den 6 april 1997. Singeln innehåller även Desmond Dekker-covern "Israelites" och den egna låten "Vixen". Båda dessa finns utgivna på samlingsalbumet The Melancholy Collection.
"Twenty Two" släpptes endast i Australien, istället för "Lozin' Must" som var den primära singeln i Europa och USA. Anledningen till att "Lozin' Must" inte släpptes i Australien var att dess text innehöll en svordom ("Fucked Up").

## Låtlista
1. "Lozin' Must"
2. "Israelites" Desmond Dekker-cover
3. "Vixen"